# Molibdomancia

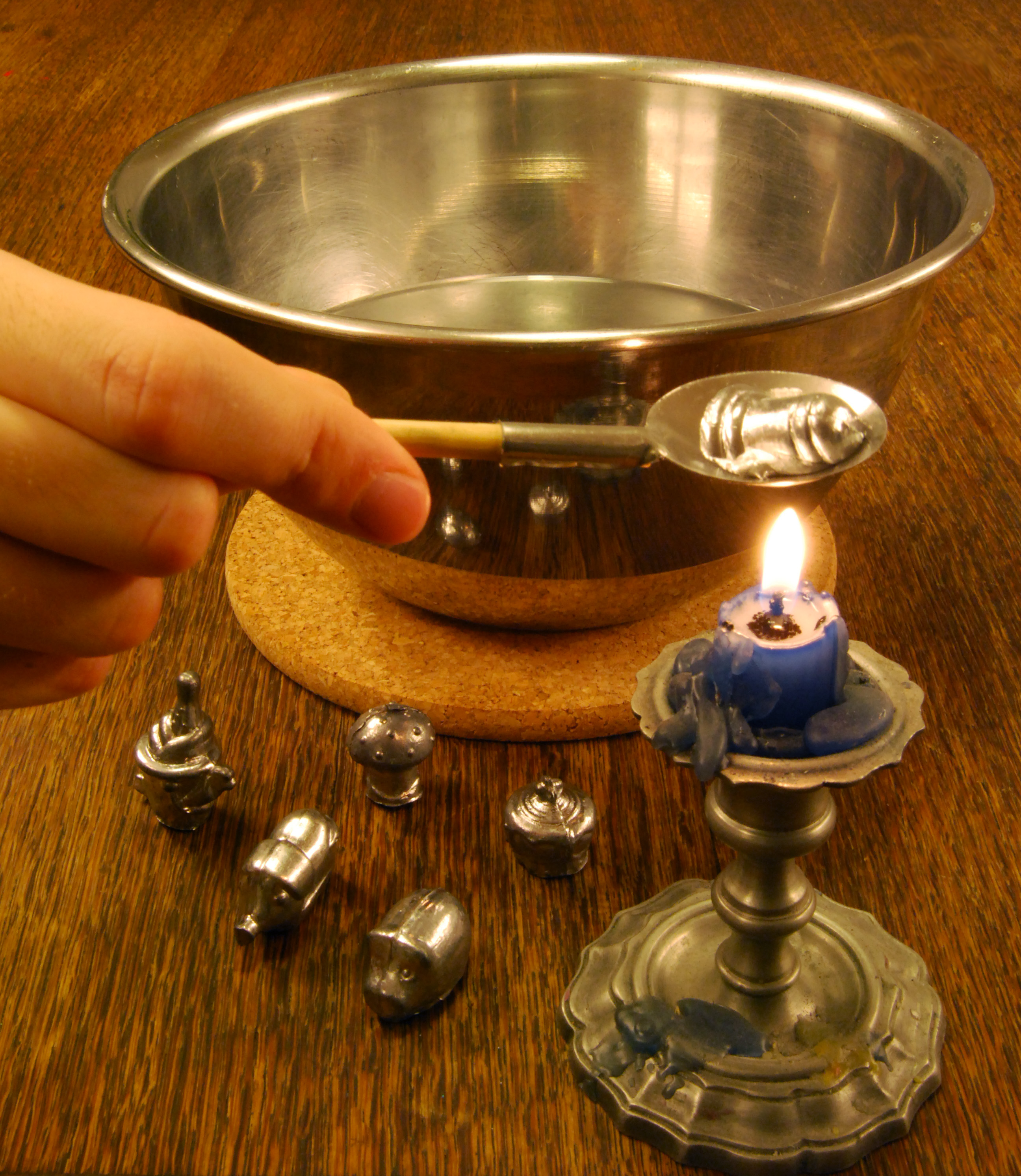
Un caja de molibdomancia incluye un conjunto de lingotes de plomo con forma, para ser fundidos en la llama de una vela con una cuchara

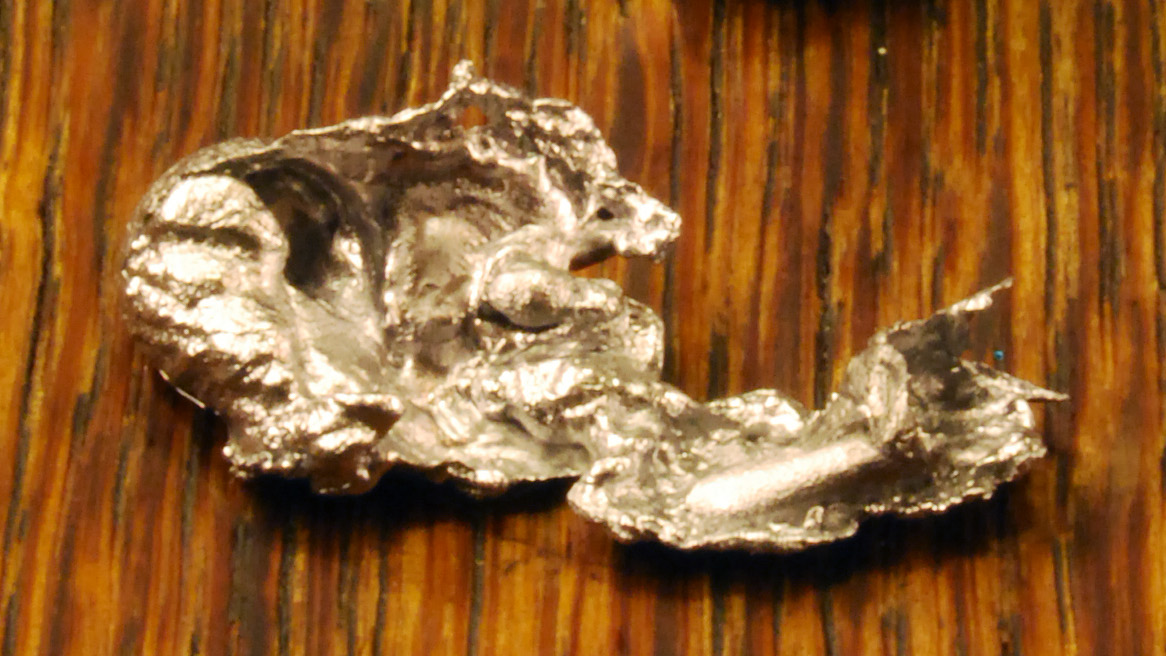
Una pieza de plomo fundido tras la inmersión en agua fría

La molibdomancia (De griego Antiguo μόλυβδος (molybdos), "plomo" y -mancy) es una técnica de adivinación que se realiza utilizando metal fundido. Típicamente, se realiza dejando caer plomo o estaño fundido en agua. Puede ser encontrada como tradición en varias culturas, incluyendo Austria, Bosnia y Herzegovina, Bulgaria, Alemania, Finlandia, Estonia, Letonia, Suiza, Chequia y Turquía. Algunas versiones se  considera que tienen potencialmente efectos nocivos para la salud humana.

## Método
Las piezas de plomo (o más recientemente de estaño) son fundidas en un cucharón sobre una llama, y el líquido fundido es entonces vertido en el agua. La forma resultante es o bien directamente interpretada como una predicción para el futuro, o es rotada en la llama de una vela para generar sombras cuyas formas son entonces interpretadas. Las formas se interpretan simbólicamente, por ejemplo una superficie burbujeante significa dinero, una forma frágil o rota, desgracia. La forma del plomo antes de fundirse puede referir a una área concreta de la vida particular. Por ejemplo, la forma de un barco para viajes, de una llave para el progreso en la carrera profesional, etc.

## Finlandia
En Finlandia, las tiendas venden cucharones y pequeños lingotes en  forma de herradura para  este propósito concreto. Originalmente hechos de estaño ahora  están hechos de aleaciones más baratas basadas en plomo. La práctica es conocida como uudenvuodentina. La uudenvuodentina más grande del mundo,  41 kilos, fue fundida por miembros voluntarios del departamento de fuego de Valko en Loviisa, Finlandia, en Año Nuevo de 2010.
Las formas son a menudo interpretadas no sólo literalmente, sino también simbólicamente como se ha dicho anteriormente.

## Alemania, Austria, y Suiza

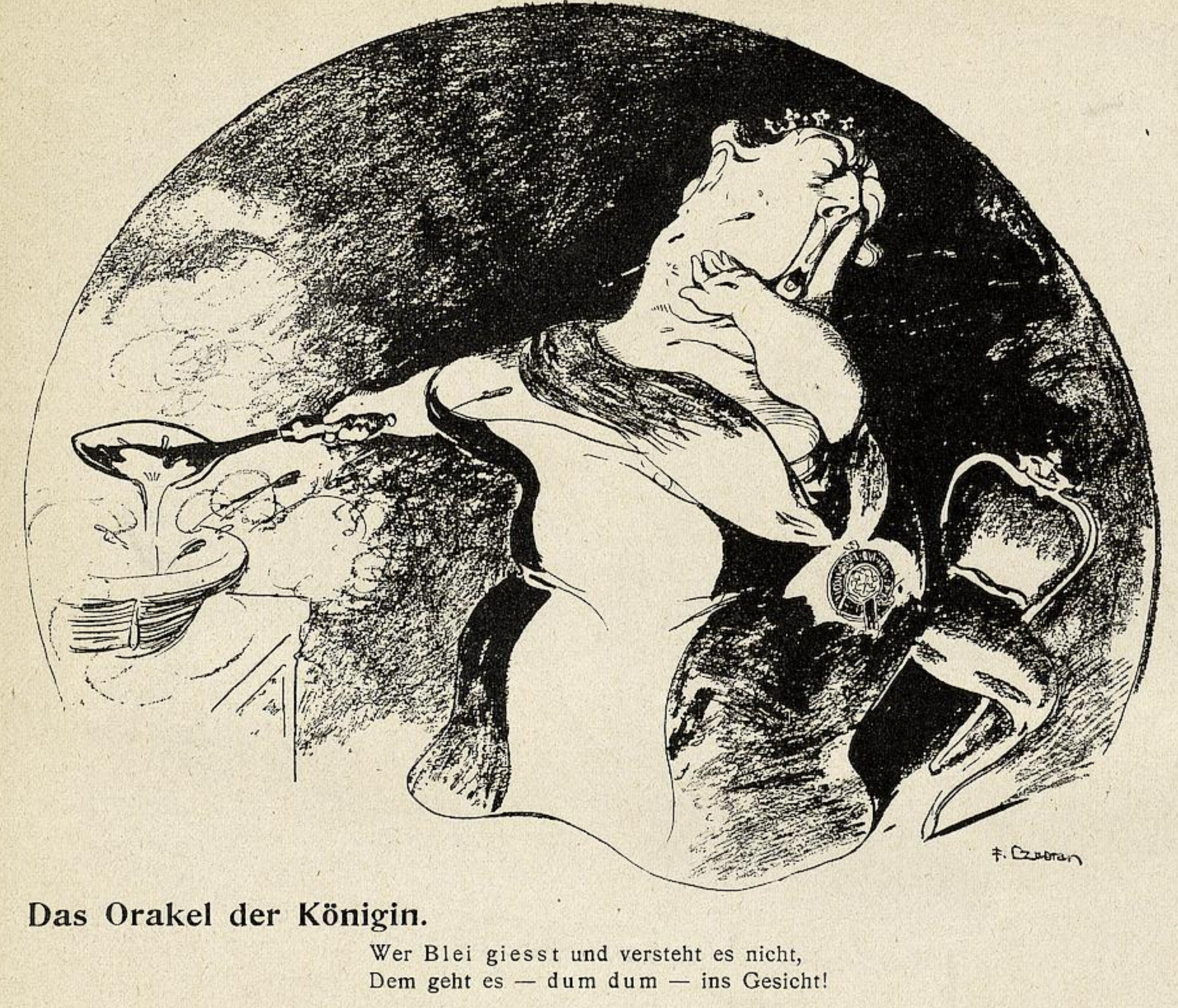
Una historieta que describe Bleigießen (1900).

Bleigießen (literalmente "vertido de plomo") es una actividad tradicional que se realiza en Año Nuevo para pronosticar la suerte del año venidero. Las diferentes formas resultantes  son identificadas basadas por su parecido a cualquiera de diversos objetos, animales, y estructuras, cada cual con su interpretación propia. Las regulaciones de UE emitidas en 2018 limitan la venta de productos que contienen plomo tóxico, incluyendo las cajas de molibdomancia. Las alternativas a esta técnica incluyen goteo de cera o estaño fundido en lugar de plomo en agua.
En la República Checa la molibdomancia es una de las tradiciones de Navidad.

## Turquía
La tradición de molibdomancia se llama "kurşun dökme" en turco (literalmente, "fundición de plomo", "colada de plomo") y se supone que ayuda para resolver diferentes problemas espirituales, pronósticos de futuro, etc. Los rituales varían, pero siempre  implican verter plomo fundido en agua. Los investigadores de la Universidad de Ankara realizaron un estudio de los efectos de esta tradición sobre la salud de mujeres. Informaron riesgos de envenenamiento de antimonio y saturnismo.
Una práctica tradicional similar es realizada en Bosnia y Herzegovina.